# BYD K9
Il BYD K9, inizialmente chiamato anche BYD eBus, è un autobus costruito dall'azienda cinese BYD Auto, completamente elettrico. Il mezzo viene assemblato negli stabilimenti di Changsha e Dalian in Cina, di Lancaster negli Stati Uniti, di Campinas in Brasile, di Beauvais in Francia e Komárom in Ungheria.

## Caratteristiche

### Scheda tecnica[1]
- Accelerazione: 0-50 km/h in 20 secondi.
- Velocità massima: autolimitata 70/80 km/h.
- Tempi di ricarica: 4 ore.
- Autonomia: 250 km.
- Peso: 19000 kg.
- Pneumatici: 275/70 R22.5.
- Potenza: 2x150/2x90 kW.

### Interni
A seconda delle configurazioni scelte l'autobus dispone di circa 30 posti a sedere e 60 in piedi, per un totale di 90 passeggeri.

### Costi
BYD stima che in otto anni di servizio l'ebus faccia risparmiare circa 215000 euro rispetto ad un autobus tradizionale. Nel 2012 il prezzo di vendita di un ebus era di circa 380000 euro, circa 100000 euro in più di un tradizionale autobus.

## Vendite e diffusione
Nel 2015 BYD diventa leader mondiale nella vendita di veicoli elettrici.

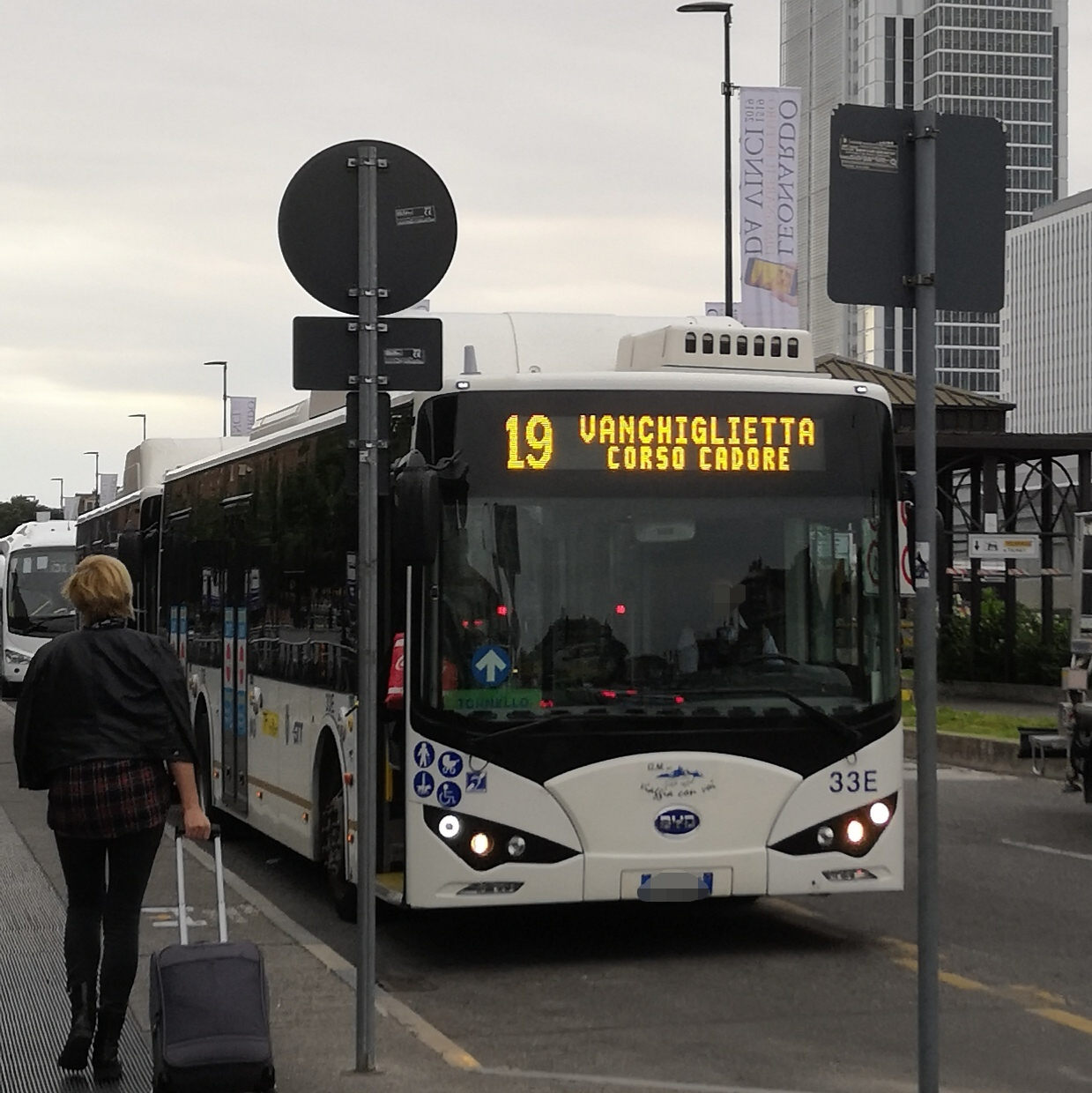
Un BYD K9 di GTT in servizio a Torino.

### Cina
La Cina è il paese in cui sono presenti più esemplari di questo veicolo. In particolare nella città di Shenzen sono presenti 200 esemplari, circa 1200 unità nella città di Dalian e 2000 veicoli sono stati ordinati nel 2014 dalla ditta di trasporti di Hangzhou. 

### Nord America
Sono presenti alcuni esemplari di ebus nelle città di Chicago, Windsor, Los Angeles, Denver e Vancouver.

### Sud America
BYD ha venduto i suoi ebus alle compagnie di trasporto delle città di Santiago, San Paolo. Mentre circa 500 mezzi sono stati acquistati da Buquebus per prestare servizio in Uruguay.

### Europa
Sono diverse le città europee in cui gli autobus elettrici della BYD operano quotidianamente. Tra queste ci sono: Amsterdam, Madrid, Barcellona, Brema, Milano, Helsinki, Varsavia, Londra, Torino, Padova, Verona, Messina,Copenaghen e Firenze.